# Simulium abberrans
Simulium abberrans es una especie de insecto del género Simulium, familia Simuliidae, orden Diptera. Fue descrita por Delfinado en 1969.
Se encuentra en las Filipinas.